# (2542) Calpurnia
(2542) Calpurnia – planetoida z pasa głównego asteroid okrążająca Słońce w ciągu 5,55 lat w średniej odległości 3,13 j.a. Odkrył ją 11 lutego 1980 roku Edward Bowell w Anderson Mesa Station (placówce Lowell Observatory). Nazwa planetoidy pochodzi od Kalpurnii – ostatniej żony Juliusza Cezara.